# Campionati europei di Formula Kite 2014
I Campionati europei di Formula Kite 2014 si sono svolti a Mielno, in Polonia, a settembre 2014.

## Podi
| Evento                 | Oro            | Argento         | Bronzo           |
| Formula Kite Maschile  | Oliver Bridge  | Florian Trittel | Riccardo Leccese |
| Formula Kite Femminile | Elena Kalinina | Aga Grzymska    | Tatiana Sysoyeva |

## Medagliere
| Posiz. | Nazione     | Oro | Argento | Bronzo | Totale |
| ------ | ----------- | --- | ------- | ------ | ------ |
| 1      | Russia      | 1   | 0       | 1      | 2      |
| 2      | Regno Unito | 1   | 0       | 0      | 1      |
| 3      | Polonia     | 0   | 1       | 0      | 1      |
| 3      | Spagna      | 0   | 1       | 0      | 1      |
| 5      | Italia      | 0   | 0       | 1      | 1      |
| Totale | Totale      | 2   | 2       | 2      | 6      |